# Rudolf Hausleithner

Adolf Peierls Porträt-Fotografie des 34-jährigen Rudolf Hausleithner

Rudolf Hausleithner (* 11. März 1840 in Mannswörth bei Schwechat, Niederösterreich; † 10. März 1918 in Wien) war ein österreichischer Maler.

## Leben und Werk

„Das geistige Wien“ (1889) über die Brüder Karl und Rudolf Hausleithner

Rudolf Hausleithner wurde in Mannswörth als Sohn des Mannswörther Lehrers Josef Hausleithner (1804–1886) und der Wiener Schullehrerstochter Susanne Raidl (1810–1886) geboren. Hausleithner studierte an der Akademie der bildenden Künste Wien unter Karl Mayer (1810–1876), Peter Johann Nepomuk Geiger (1805–1880) und Carl Wurzinger (1817–1883) und besuchte die Akademie der Bildenden Künste München unter Wilhelm von Kaulbach. 1858 schuf Hausleithner für die katholische Pfarrkirche („Hl. Johannes d. Täufer“) seiner Geburtsgemeinde Mannswörth das Hochaltarbild („Taufe Christi“) und 1863 für die Pfarrkirche Gars am Kamp, seiner damaligen Sommerfrische, ein Bild des „heiligen Paulus“. Seine Werke umfassen in erster Linie Ölbilder mit romantischen Themen (z. B. Blumenkinder, Die Versuchung), Porträts und Porträtskizzen (z. B. Kaiserin Elisabeth von Österreich-Ungarn, den Maler Joseph Sellény etc.), kleinbürgerliche Themen (z. B. Szenen aus Familienleben), Historienbilder und diverse Auftragswerke (z. B. Kronprinz Rudolf besucht die Wiener Schrauben und Nietenfabrik; Erzherzog Franz Karl im Prater).
Rudolf Hausleithner, der seit 1858 in der Leopoldstadt lebte, wohnte bis Mitte der 1860er-Jahre bei seinen Eltern in der Weintraubengasse 13 („die sogenannte "Weintraubenschul"“), ab 1870 in der Unteren Donaustraße 25, ab Mitte der 1870er-Jahre in der Robertgasse 1 (dem von August Sicard von Sicardsburg und Eduard van der Nüll entworfenen Roberthof nahe der Franzensbrücke direkt neben dem Donaukanal) und ab Mai 1894 in der Komödiengasse 3, die bis zu seinem Tod sein Lebensmittelpunkt blieb. Er starb während des Ersten Weltkriegs, am 10. März 1918, einen Tag vor seinem 78. Geburtstag, in der Komödiengasse 3 und wurde auf dem Wiener Zentralfriedhof (Gruppe 54, Reihe 45, Nummer 82) beerdigt.

## Familiäres
Rudolf Hausleithner war der ältere Bruder des Juristen, Kirchenmusikers und Organisten Karl Hausleithner (1843–1905), Schwager der Lieder- und Opernsängerin Filomena Tomsa-Hausleithner (1853–1925) sowie Onkel des Juristen und Musikers Alexander Hausleithner (1884–1934), der 1925 gemeinsam mit Hugo Neusser eine Monografie über E. S. Engelsberg verfasst hat.

## Ehrende Straßenbenennung
- „Hausleithnergasse“ in Mannswörth (Schwechat)[7]

## Werke  (Auswahl)

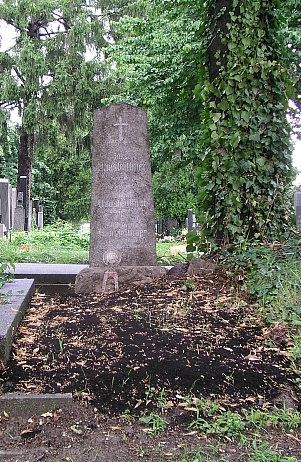
Hausleithners Grab am Zentralfriedhof (Gruppe 54, Reihe 45, Nr. 82)

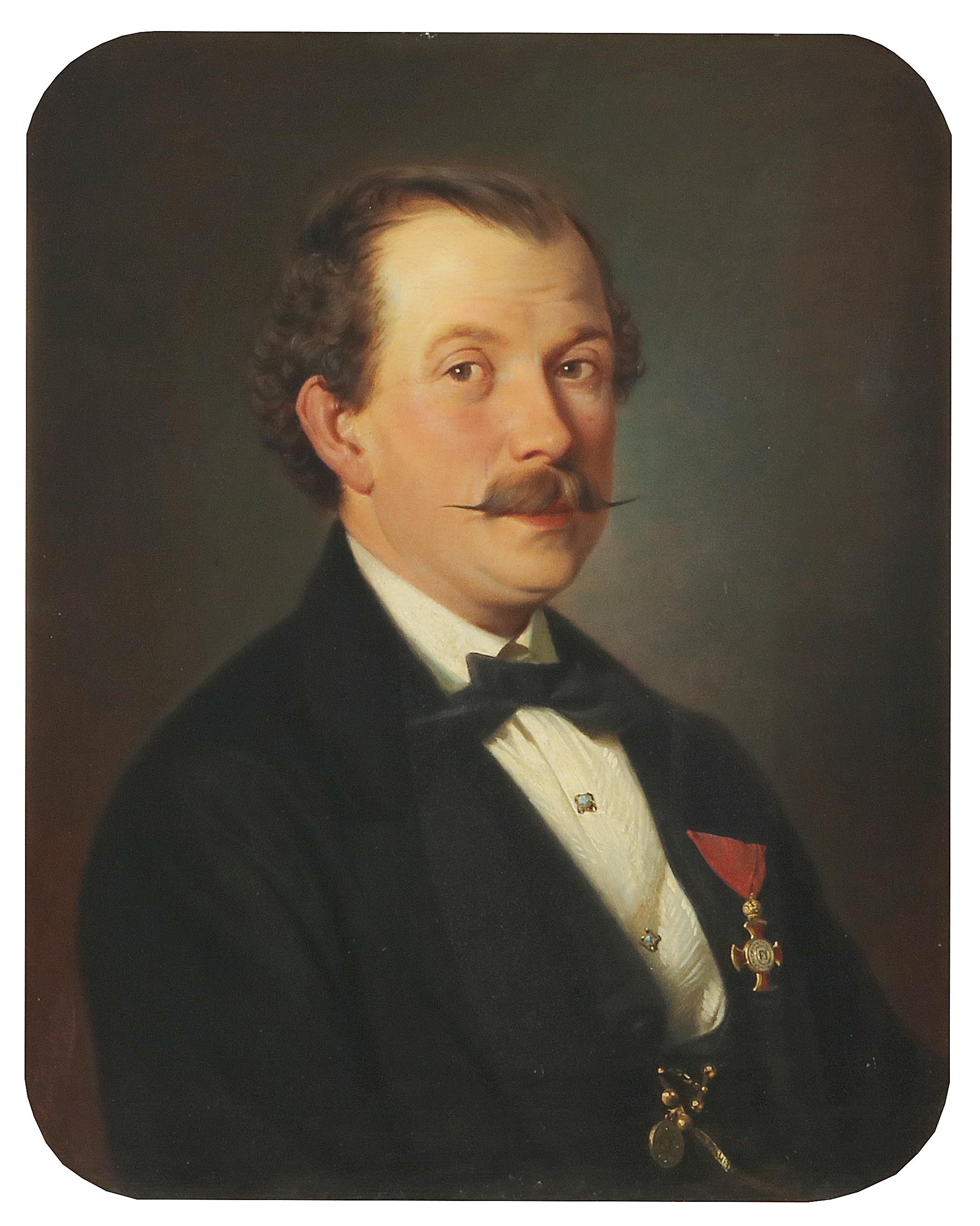
Josef Hinterleitner (1869)
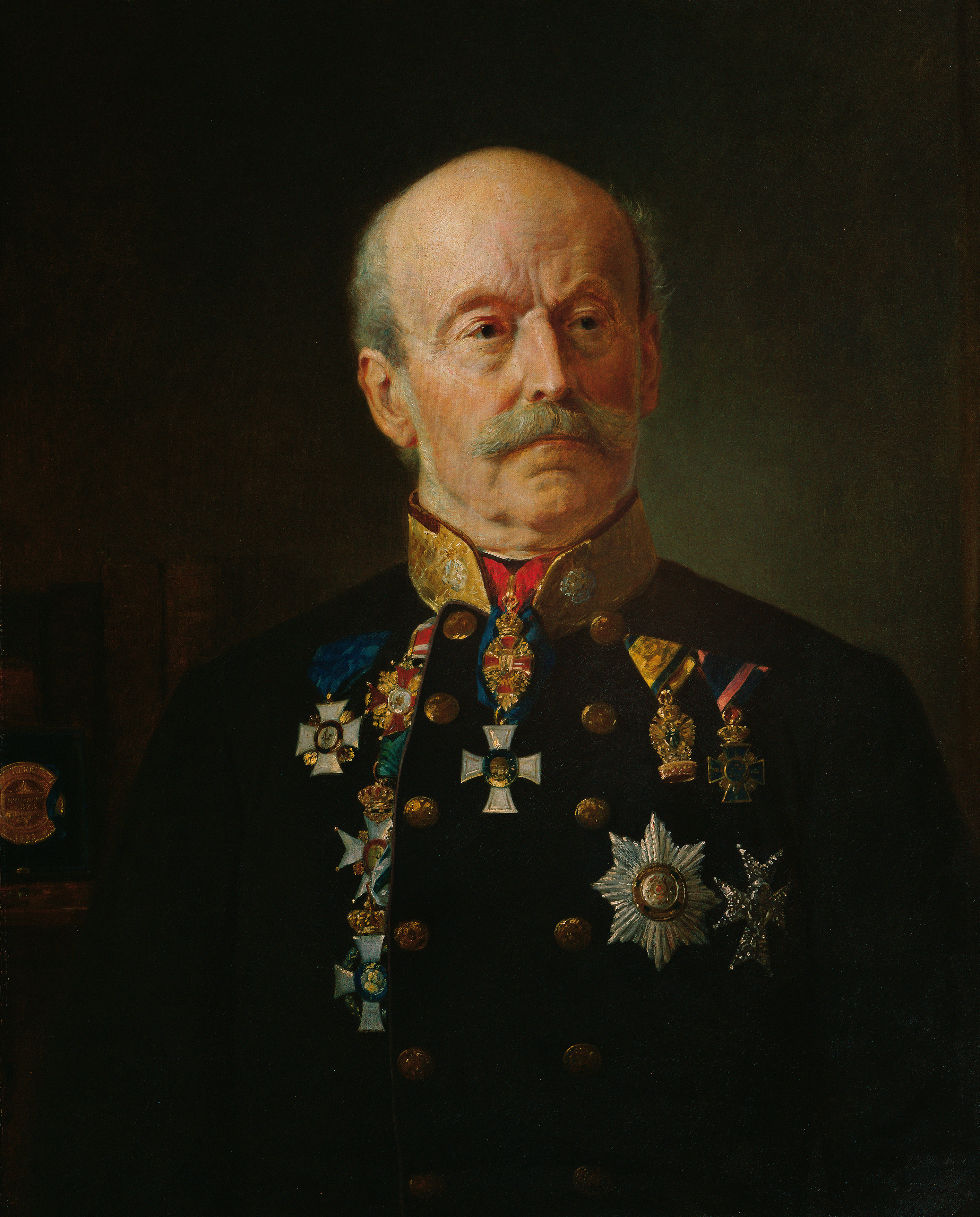
Peter Ritter von Tunner (1874)
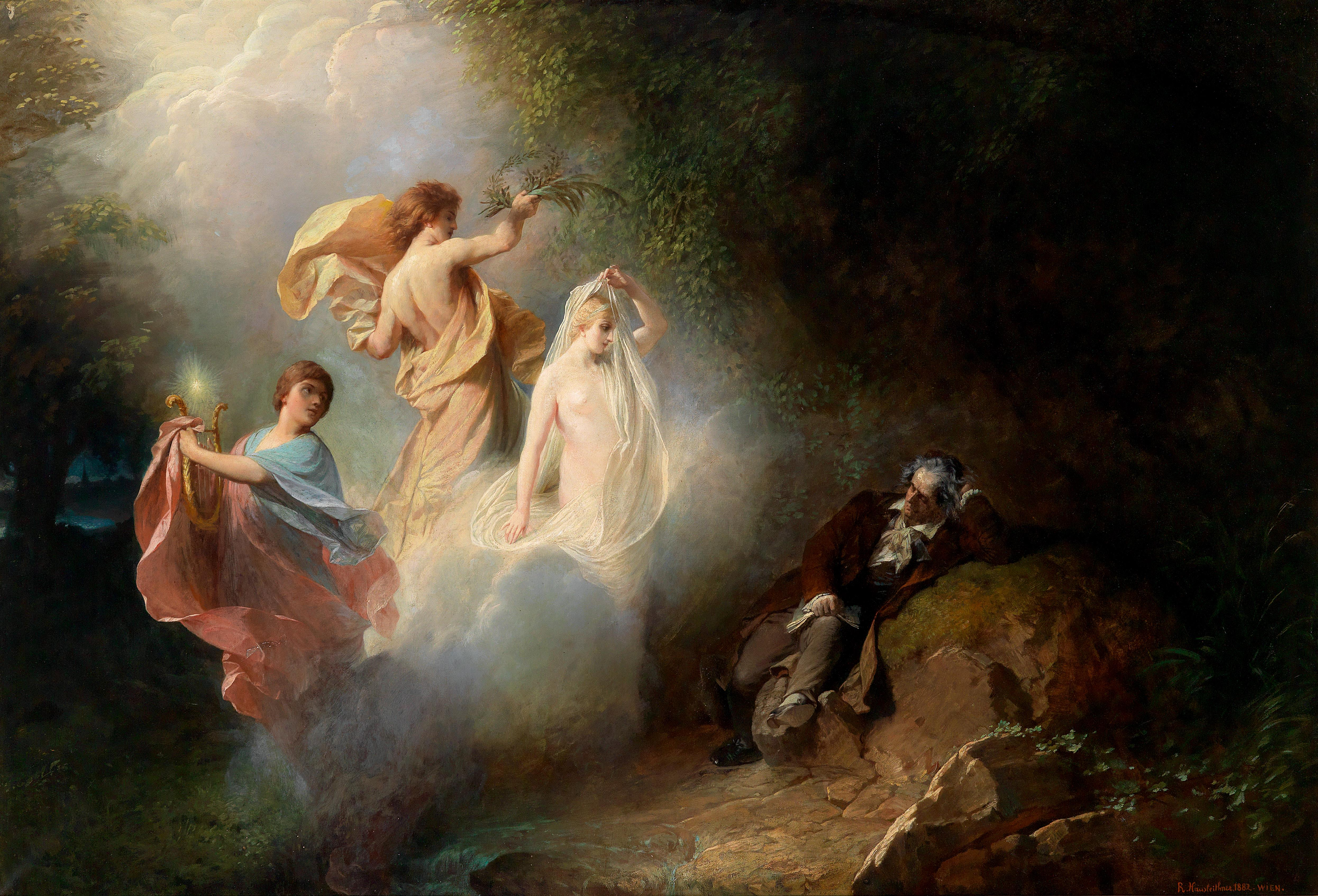
Vision Beethovens (1882)
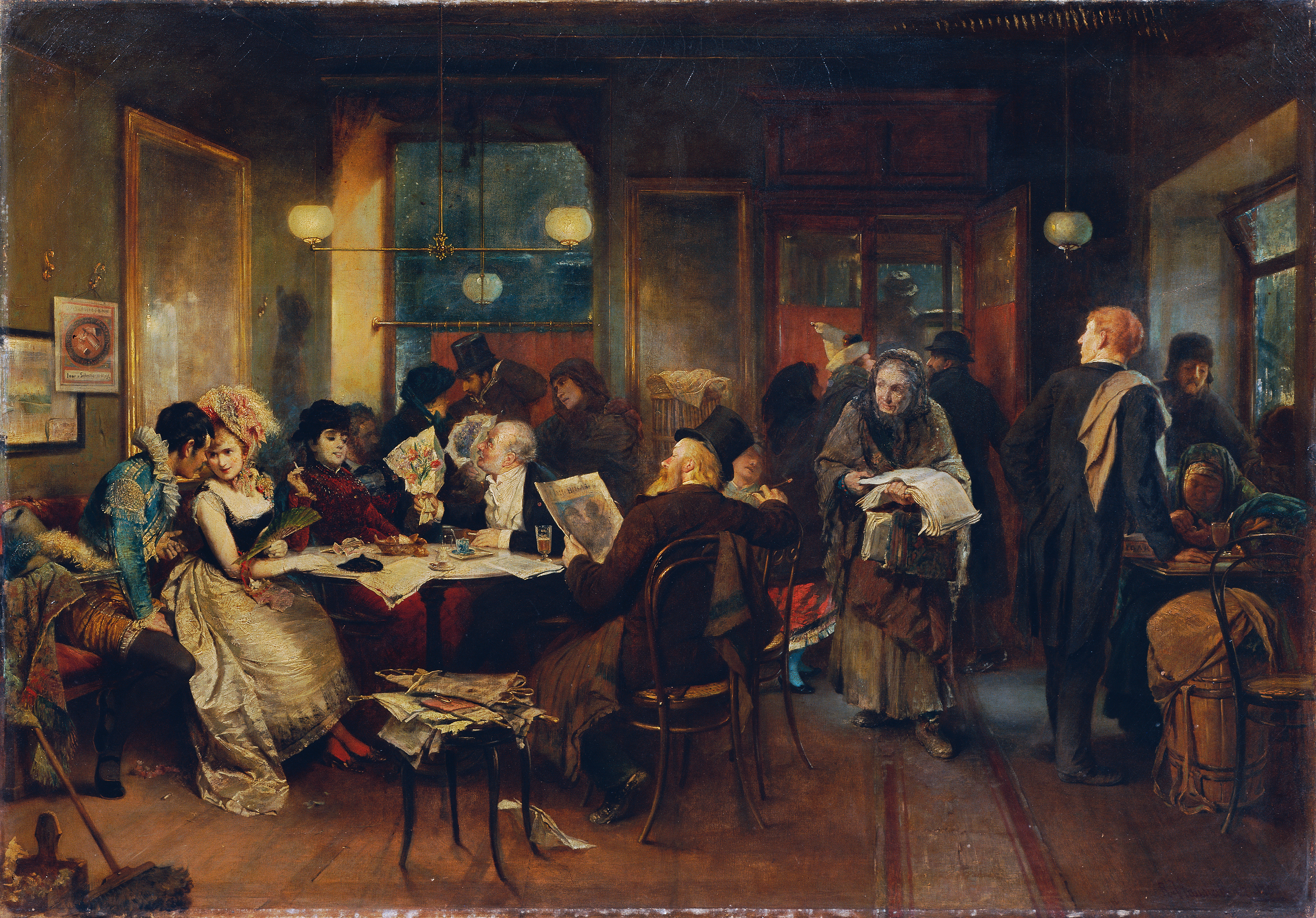
Faschingsmorgen (1883)